# Fénix de los Lampeos

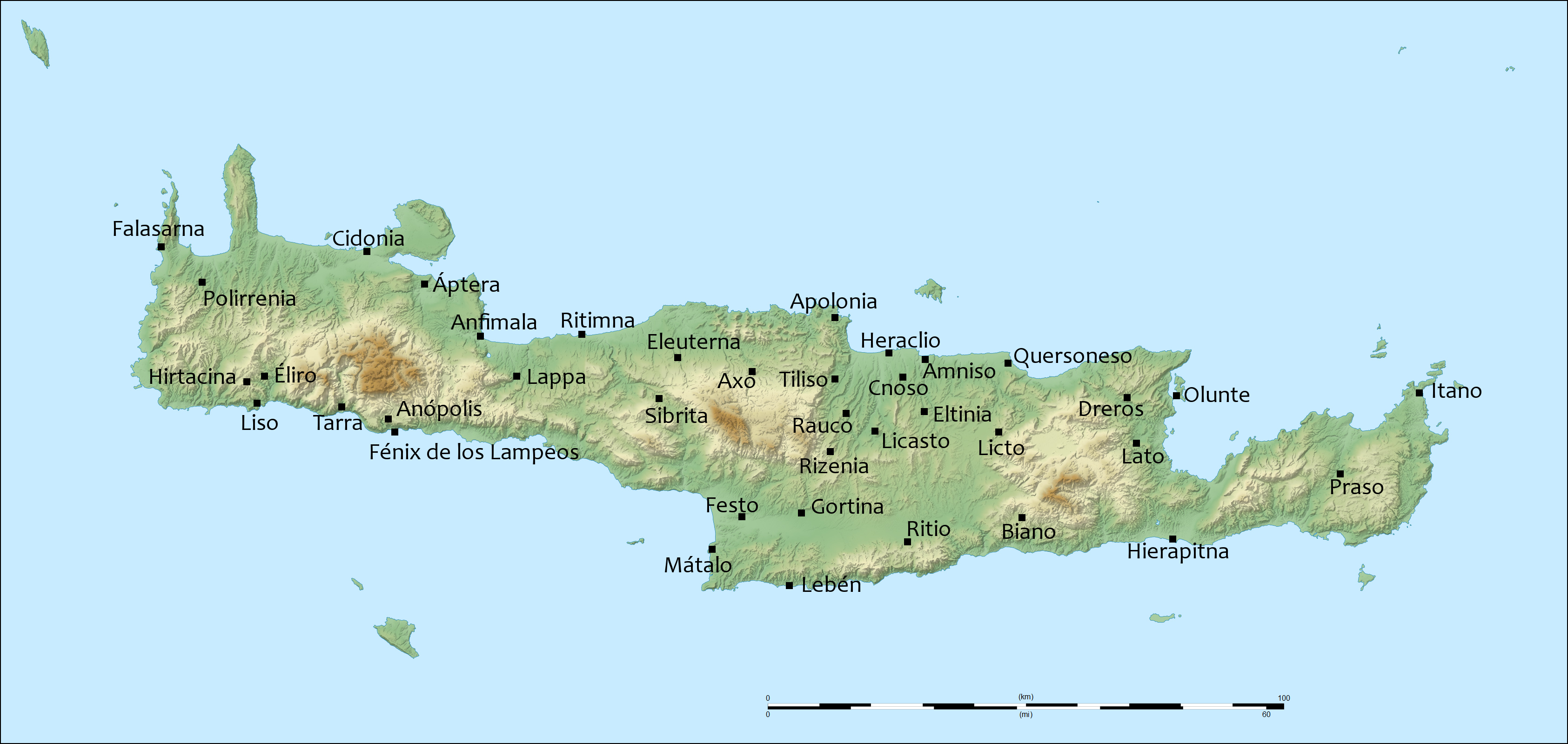
Mapa de Creta con la ubicación de algunas de las principales ciudades en los periodos clásico y helenístico donde figura Fénix de los Lampeos, en la costa meridional de la isla.

Fénix de los Lampeos es el nombre de una antigua ciudad griega de Creta.
Estrabón la sitúa en la costa meridional de la isla, en el istmo que une el tercio occidental con el resto de Creta.
Es mencionada también en los Hechos de los Apóstoles en el marco de un trayecto del barco que llevaba a Pablo de Tarso a Roma en calidad de prisionero, donde se dice que era un puerto que miraba al noroeste y al suroeste y se consideraba como un lugar propicio para pasar allí el invierno. Sin embargo, un temporal no permitió a la nave alcanzar el lugar.
También aparece en la lista de 22 ciudades de Creta del geógrafo bizantino del siglo VI Hierocles.
Se localiza en la bahía llamada Ormos Foinikiá.